# Attatha mundicolor
Attatha mundicolor là một loài bướm đêm trong họ Noctuidae.